# Einkommensverteilung in Frankreich
Die Einkommensverteilung in Frankreich betrachtet die personelle Verteilung der Einkommen in Frankreich. Bei der Analyse der Einkommensverteilung wird im Allgemeinen zwischen der funktionalen und der hier behandelten personellen Einkommensverteilung unterscheiden. Die personelle Einkommensverteilung betrachtet wie das Einkommen einer Volkswirtschaft auf einzelne Personen oder Gruppen (z. B. Privathaushalte) verteilt ist und zwar unabhängig davon, aus welchen Einkommensquellen es stammt. Die personelle Verteilung wird von Eurostat meist auf Basis des verfügbaren Äquivalenzeinkommens gemessen. Im Jahr 2017 betrug der Gini-Koeffizient in Frankreich 0,293, was im Vergleich zu den restlichen 27 Mitgliedstaaten der Europäischen Union den 14. Rang bedeutet.

## Einkommensverteilung Allgemein

### Einkommensbegriff
Bei der Deutung statistischer Daten bezüglich des Einkommens ist darauf zu achten, welcher Einkommensbegriff (Bruttoeinkommen, Verfügbares Einkommen, Einkünfte etc.) verwendet wird. Das verfügbare Äquivalenzeinkommen ist von anderen Einkommenskonzepten zu unterschieden. Unter ihm versteht man das Geldeinkommen, welches einzelnen Haushaltsmitgliedern inklusive Transfers und abzüglich von Steuern und Abgaben zur Verfügung steht. Im Zuge der Berechnung wird zuerst das Einkommen eines Haushalts aufsummiert und dann auf die gewichtete Anzahl an Haushaltsmitgliedern aufgeteilt. Diese Gewichtung erfolgt anhand einer Äquivalenzskala.
Der Grund für das Verwenden einer Äquivalenzskala ist der Folgende: Die Bedürfnisse eines Haushalts steigen zwar mit der Anzahl der Personen, jedoch entstehen auch Größenvorteile (sogenannte Skalenerträge). So benötigt ein zwei-Personen-Haushalt in der Regel keine zwei Waschmaschinen und Kinder konsumieren weniger Lebensmittel als Erwachsene. Um die Haushaltszusammensetzung zu berücksichtigen, werden alle Einkommen auf Personen- und Haushaltsebene addiert und dann mittels einer Äquivalenzskala in ein äquivalisiertes Haushaltseinkommen (oder kurz Äquivalenzeinkommen) umgerechnet. Eurostat verwendet hierbei die modifizierte OECD-Skala, welche sich wie folgt berechnet: Die erste erwachsene Person (14 Jahre oder älter) erhält ein Gewicht von eins, jede weitere erwachsene Person ein Gewicht von 0,5 und jeder Person unter 14 Jahren wird ein Gewicht von 0,3 zugeordnet. Das Haushaltseinkommen wird dann durch die Summe der Gewichte dividiert. Ein Haushalt der sich aus zwei Erwachsenen und drei Kindern (eines älter als 14, zwei jünger als 14) erhält also einen Äquivalenzfaktor von 2,6. Das bedeutet, dass dieser Haushalt das Dreifache des Einkommens eines Einpersonenhaushalts benötigt, um seine Bedürfnisse gleich gut befriedigen zu können wie dieser. Äquivalenzskalen dienen somit dazu, verschiedene Haushalte vergleichbar zu machen.
Das verfügbare Äquivalenzeinkommen ist ein weit verbreitetes Konzept, da es das Einkommen widerspiegelt, welches zur Befriedigung individueller Bedürfnisse aufgewendet werden muss. Sofern in diesem Artikel nichts anderes angegeben ist, bezieht sich der Begriff Einkommen stets auf das verfügbare Äquivalenzeinkommen.

### Median- und Durchschnittseinkommen
Die Werte zum  Durchschnittseinkommen und Medianeinkommen werden von Eurostat nur auf Basis des Nominaleinkommen ausgewiesen. Bei einer Betrachtung über die Zeit ist jedoch die Inflation zu berücksichtigen, die zu höheren Preisen von Gütern und Dienstleistungen und folglich zu einer schwächeren Kaufkraft führt. Daher wird hier zusätzlich zum Nominaleinkommen das Realeinkommen ausgewiesen, das mittels des Harmonisierten Verbraucherpreisindex (HVPI) um die Inflation bereinigt ist.

Mittleres- und Medianeinkommen in Frankreich 2004–2017

Im Jahr 2017 betrug der Median des nominellen Einkommens € 22.077, der Durchschnitt € 25.613. Von 2008 bis 2017 haben sowohl der Median, als auch der Durchschnitt des realen Einkommens einen deutlichen Zuwachs verzeichnet. So ist das reale Medianeinkommen von 2008 bis 2017 von rund € 20.467 auf € 21.757 gestiegen; das reale Durchschnittseinkommen von € 24.352 auf € 25.242. Es fällt auf, dass der Durchschnitt des verfügbaren Äquivalenzeinkommens während des gesamten Zeitraums deutlich über dem Medianeinkommen liegt, der Abstand zwischen Mittlerem- und Medianeinkommen über die Zeit aber konstant geblieben ist. Dies bedeutet, dass eine rechtsschiefe Einkommensverteilung vorliegt. Eine solche Rechtsschiefe ist eine typische Eigenschaft die bei Verteilungen von Vermögen oder Einkommen einer Bevölkerung beobachtet werden kann. Eine rechtsschiefe Verteilung resultiert, wenn der Unterschied zwischen den Einkommen von Menschen mit niedrigem und mittleren Einkommen geringer ist, als der Unterschied zwischen Menschen mit mittlerem und hohem Einkommen.
| Jahr | Durchschnitt, nominell | Median, nominell | HVPI   | Durchschnitt, real mit Basisjahr 2015 | Median, real mit Basisjahr 2015 |
| ---- | ---------------------- | ---------------- | ------ | ------------------------------------- | ------------------------------- |
| 2008 | 22.462                 | 18.899           | 92,34  | 24.325                                | 20.467                          |
| 2009 | 23.191                 | 19.644           | 92,44  | 25.088                                | 21.251                          |
| 2010 | 23.421                 | 19.960           | 94,05  | 24.903                                | 21.223                          |
| 2011 | 23.882                 | 19.995           | 96,20  | 24.825                                | 20.785                          |
| 2012 | 24.499                 | 20.603           | 98,33  | 24.915                                | 20.953                          |
| 2013 | 24.713                 | 20.924           | 99,31  | 24.885                                | 21.069                          |
| 2014 | 24.612                 | 21.199           | 99,91  | 24.634                                | 21.218                          |
| 2015 | 24.982                 | 21.415           | 100,00 | 24.982                                | 21.415                          |
| 2016 | 25.278                 | 21.713           | 100,31 | 25.200                                | 21.646                          |
| 2017 | 25.613                 | 22.077           | 101,47 | 25.242                                | 21.757                          |

1. 1 2  
Um das reale Einkommen zu erhalten, wird das nominelle Einkommen mittels des harmonisierten Verbraucherpreisindex (HVPI) von der Inflation bereinigt: Einkommen real = Einkommen nominell / HVPI * 100

### Gini-Koeffizient
Der Gini-Koeffizient ist der am häufigsten verwendete Indikator zur Darstellung von Ungleichverteilungen. Er drückt aus, wie weit die Einkommensverteilung eines Landes von einer perfekt gleichen Verteilung abweicht.

GINI-Koeffizient nach OECD Bemessung 2004–2016 in Frankreich

Grundsätzlich kann er Werte zwischen 0 und 1 annehmen, wobei 0 eine vollkommen gleiche Verteilung wiedergibt; 1 eine vollkommen ungleiche Verteilung. Ein Nachteil des Gini-Koeffizienten ist, dass er auf Veränderungen in der Mitte der Verteilung deutlich stärker reagiert als auf Veränderungen an den Rändern der Verteilung.
In Frankreich ist der Gini-Koeffizient über die Beobachtungsdauer von 2004–2016 relativ konstant geblieben und ist im Durchschnitt ein wenig unter dem Wert von 0,3 gelegen. Während der Weltfinanzkrise von 2008 bis 2011 erfolgte ein relativ starker Anstieg des Gini-Koeffizienten und damit der Einkommensungleichheit. Im Verlauf der darauffolgenden Jahre ist der Gini-Koeffizient in Frankreich allerdings wieder abgesunken. In der Grafik ist neben dem gängigen Gini-Index für die Einkommen nach Steuern und Transfers auch der Gini-Index für die reinen Markteinkommen als die Bruttoeinkommen zu sehen. Auch in dieser Statistik hat es während der Weltwirtschaftskrise einen nicht unbedeutenden Anstieg gegeben. Insgesamt fällt auf um wie viel der Wert des Gini-Koeffizienten für die Markteinkommen über dem Wert für die verfügbaren Einkommen liegt. Diese Diskrepanz zeigt das Ausmaß und den Erfolg, mit dem der Staat die Einkommen seine Bürger im Interesse einer ausgewogeneren Verteilung und sozialen Stabilität umverteilt.
Im Jahr 2017 lag der Gini-Koeffizient unter dem gewichteten Durchschnitt der Europäischen Union von 0,307. Im Vergleich zu den Gini-Koeffizienten der restlichen EU-Mitgliedsstaaten befand sich Frankreich im Jahr 2017 an 14. Stelle und damit im Mittelfeld.

### S80/S20-Quintilverhältnis
Das S80/S20 Quintilverhältnis gibt an, um welchen Faktor man das Einkommen der ärmsten 20 Prozent der Bevölkerung multiplizieren muss, um das Einkommen der reichsten 20 Prozent zu erhalten. Der Fokus dieses Indikators liegt also, im Kontrast zum Gini-Koeffizienten, auf den beiden äußeren Rändern der Einkommensverteilung.

S80/S20 Einkommensverhältnis in Frankreich 2004–2017

Wie auch der Gini-Koeffizient stieg das S80/S20-Quintilverhältnis im Zuge der Weltwirtschaftskrise an: Im Jahr 2008 belief sich die Maßzahl auf 4,4; im Jahr 2011 erreichte sie mit 4,6 den höchsten Wert des untersuchten Zeitraumes. Bis 2017 ist das Quintilsverhältnis hingegen wieder auf einen Wert von 4,4 gefallen. Insgesamt ist diese Kennzahl in der beobachteten Periode also relativ konstant geblieben. Die Zahl kann in dem Sinne interpretiert werden, dass 2017 die reichsten 20 Prozent über mehr als vier Mal so viel Einkommen verfügten wie die ärmsten 20 Prozent. Auch auf Basis dieser Maßzahl liegt Frankreichs Einkommensungleichheit unter dem gewichteten EU-Durchschnitt, der sich auf 5,1 beläuft.
In der beigefügten Grafik ist das S80/S20-Quintilsverhältnis nach den Geschlechtern aufgeteilt. Es zeigt sich, dass in dieser Statistik zwischen Männern und Frauen keine, beziehungsweise kaum Unterschiede bestehen und beide Kurven über die Zeit hinweg denselben Verlauf nehmen.

### Top-10-%-Anteil
Diese Maßzahl drückt aus, welcher Anteil des Gesamteinkommens den bestverdienenden 10 Prozent der Gesamtbevölkerung zufließt. Von 2008 bis 2011 stieg dieser Wert von 25,2 % auf 25,9 % an. Anschließend sank er wieder ab, 2017 belief er sich auf 24,5 %. Damit verfügten 2017 die 10 Prozent der Bevölkerung Frankreichs mit den höchsten Einkommen über 24,5 % des Gesamteinkommens. Im gleichen Jahr belief sich der gewichtete EU-Durchschnitt des Top-10-%-Anteils auf 23,9 %.

Anteil des höchsten Dezils am nationalen Äquivalenzeinkommen

Rückschlüsse über die Top-Einkommen in Frankreich ermöglicht zudem der umfangreiche Datensatz der World Inequality Database. Siehe World Inequality Report. Ökonomen rund um Thomas Piketty analysierten die Entwicklung der Top-Einkommen in der Periode von 1900 bis 2014. Im Unterschied zu Eurostat verwendeten sie jedoch nicht das verfügbare Einkommen, sondern das Einkommen vor Steuern und Transfers. Zudem verwenden sie keine Äquivalenzskala, sondern gehen davon aus, dass jedes Haushaltsmitglied sein individuell verdientes Einkommen für sich behält. Demnach ist der Anteil der reichsten 10 Prozent am Gesamteinkommen seit den 1980er-Jahren stark angestiegen. Von 2008 bis 2013 fiel der Anteil der Top 10 % zwar etwas, er verblieb 2014 jedoch auf einem höheren Niveau als zu Beginn der 1980er-Jahre. Der Top-5-%-Anteil stieg von 1983 bis 2014 deutlich an. Das ist nicht nur auf Zuwächse des Kapitaleinkommens zurückzuführen, sondern ebenso auf einen Anstieg des Arbeitseinkommens. Den größten Zugewinn verzeichnete der Top-1-%-Anteil: Er ist von 1983 bis 2007 von rund 8 % auf mehr als 12 % gestiegen, was einem Zuwachs von mehr als 50 % entspricht. Als Gründe für diese Entwicklung wird etwa die sinkende Einflussnahme von Gewerkschaften genannt. Auch die Zunahme der Vermögenskonzentration dürfte dazu beigetragen haben.

### Armutsgefährdungsquote
Die Armutsentwicklung kann als Teilbereich der Einkommensverteilung verstanden werden: Während sich erstere auf das ganze Ausmaß der Verteilung bezieht, beschränken sich Armutsindikatoren auf den untersten Anteil der Einkommensverteilung.
Die Armutsgefährdungsquote drückt aus, welcher Anteil der Bevölkerung aufgrund seines relativ geringen Einkommens von Armut und sozialer Ausgrenzung bedroht ist. Eine Person gilt als armutsgefährdet, wenn das Äquivalenzeinkommen ihres Haushalts weniger als 60 % des Medianeinkommens der Gesamtbevölkerung beträgt. Der Indikator berücksichtigt also keine Sacheinkommen, wie sie typischerweise durch die Inanspruchnahme öffentlicher Dienstleistungen vorliegen (beispielsweise durch kostenlose Kinderbetreuung oder Arztbesuche). Die Armutsgefährdungsquote hängt zudem direkt vom Medianeinkommen eines Landes ab. Daher weist sie häufig, aber nicht zwingend, auf einen niedrigen Lebensstandard hin.
Armutsgefährdung wird stets auf Haushaltsebene ermittelt. Das heißt, es gelten entweder alle Mitglieder eines Haushalts als armutsgefährdet oder keines. Eine Person, die über kein Einkommen verfügt, ist demnach nicht zwangsläufig armutsgefährdet. Denn beim Ermitteln der Armutsgefährdungsquote wird durch die Verwendung des Äquivalenzeinkommens davon ausgegangen, dass alle Mitglieder eines Haushalts ihr gesamtes Einkommen gleichmäßig aufeinander aufteilen.
Im Jahr 2017 galten in Frankreich 13,3 % der Bevölkerung als armutsgefährdet. Damit liegt Frankreich deutlich unter dem EU-Durchschnitt von 16,9. Auffallend ist, dass die Quote von 2008 bis 2012 um 1,6 Prozentpunkte angestiegen ist. Im Jahr 2012 erreichte die Armutsgefährdungsquote 14,1 % und damit den Höchstwert seit 2001. Dieser deutliche Anstieg dürfte mit der Weltfinanzkrise in Zusammenhang stehen, die zu rückläufigem Wirtschaftswachstum in Frankreich beitrug.

Armutsgefährdung in Frankreich 2004–2017

Die Wahrscheinlichkeit eines Haushalts, armutsgefährdet zu sein, hängt von bestimmten Eigenschaften des Haushalts ab. Zum Beispiel leben Frauen in Frankreich deutlich öfter in armutsgefährdeten Haushalten als Männer. Vor allem alleinstehende Frauen sind einem höheren Armutsrisiko ausgesetzt. Das hängt damit zusammen, dass Frauen durchschnittlich weniger verdienen. Zudem übernehmen Frauen im Falle von Trennungen deutlich öfter die Kinderbetreuung als Männer, was häufig eine zeitliche und finanzielle Belastung bedeutet.
So galten im Jahr 2008 13,3 % der weiblichen Bevölkerung Frankreichs als armutsgefährdet, verglichen mit 11,7 % der männlichen Bevölkerung. Auch die Armutsgefährdungsquote nach Geschlecht steigt von 2008 bis 2012 am stärksten an, sodass im Jahr 2012 14,6 % der Frauen und 13,6 % der Männer als armutsgefährdet eingestuft wurden. Im Jahr 2017 galten schließlich 13,6 % der Frauen und 12,9 % der Männer als armutsgefährdet. Über den gesamten Zeitraum zeigt sich durchgehend, dass Frauen durchschnittlich stärker von Armut bedroht sind.

### Geschlechtsspezifische Einkommensungleichheit
Aus der beigefügten Grafik ist die Entwicklung des Gender-Wage-Gaps, also dem Unterschied in den durchschnittlichen Einkommen zwischen Frauen und Männern, in Frankreich über den Zeitraum 2007–2017 ersichtlich.

Gender-Wage-Gap in Frankreich (nicht-adjustiert)

Es zeigt sich, dass sich der Wage-Gap insbesondere zur Beginn der Beobachtungsdauer reduziert hat, in den letzten Jahren aber konstant geblieben ist. Dennoch kann sowohl in Frankreich, als auch im gesamten EU-Raum, ein Rückgang in den Einkommensunterschieden zwischen Frauen und Männern beobachtet werden.
Die in der Graphik verwendeten Werte zeigen den Brutto-Stundenlohn und sind nicht adjustiert. Es wurden daher hinsichtlich Unterschieden in diversen einkommensrelevanten Faktoren, bei denen zwischen Frauen und Männern statistische Unterschiede bestehen, keine Bereinigungen vorgenommen. Zu diesen Faktoren zählen unter anderem das Ausbildungsniveau oder der Sektor, in welchem ein Arbeitnehmer tätig ist. Bei der Betrachtung des Gender-Wage-Gaps wird üblicherweise mithilfe von ökonometrischen Methoden auf solche Unterschiede Rücksicht genommen. In diesem Fall spricht man auch von einem adjustierten Gender-Wage-Gap.

### Regionale Ungleichheit

Verfügbares Haushaltseinkommen auf NUTS-2 Ebene in Frankreich

In der beigefügten Grafik sind die durchschnittlichen Einkommen der einzelnen Regionen gut zu erkennen. Hierbei wurde das Land mithilfe des sogenannten NUTS-Systems eingeteilt. Diese Einteilungen erfolgt auf der verschiedenen Ebenen und unterteilt ein Land in immer kleiner werdende Abschnitte. Für die Grafik wurde die NUTS-Ebene 2 verwendet.
Verglichen mit anderen europäischen Ländern wie Deutschland oder Italien, ist das Einkommen in Frankreich über die verschiedenen Regionen des Landes verhältnismäßig gleichverteilt.
Das höchste Durchschnittseinkommen wird in der Region Île-de-France erzielt, welche hauptsächlich die Hauptstadt Paris beinhaltet. Im Gegenzug verfügen die Regionen Nord-Pas de Calais, Languedoc-Roussillon und Korsika im nationalen Vergleich über das geringste durchschnittliche Einkommen.

## Hintergründe
Die Entwicklung der Einkommensverteilung kann auf diverse Faktoren zurückgeführt werden, wie etwa auf gesamtwirtschaftliche, politische, demographische und institutionelle Veränderungen. Im Falle Frankreichs wirkte sich etwa die Weltfinanzkrise deutlich auf die Verteilung der Einkommen aus. Auch ein gestiegener Anteil alleinerziehender Personen an der Gesamtbevölkerung und die Alterung der Bevölkerung dürften sich auf die Einkommensungleichheit ausgewirkt haben.
Im Zuge der Weltfinanzkrise geriet Frankreich nach einer Periode anhaltenden Wirtschaftswachstums in eine Rezession. 2009 lag das reale Bruttoinlandsprodukt (BIP) pro Kopf um 4,2 % unter dem Vorkrisen-Höchstwert vom Jahr 2007. Verglichen mit Nachbarländern (Deutschland, Irland, Italien, Spanien und Großbritannien) deutet das darauf hin, dass die Wirtschaft Frankreichs nur mäßigen Schaden nahm. Allerdings dauerte es vergleichsweise lange, bis sich die französische Wirtschaft von dieser Rezession wieder erholt hatte.
Darauf reagierte die französische Regierung mit einer Erhöhung der Staatsausgaben (etwa zur Finanzierung von Infrastrukturprojekten) und Steuersenkungen. So waren die Staatsausgaben im Jahr 2009 um 1,6 % des BIP höher als im Vorjahr. Zur Finanzierung der höheren Staatsausgaben wurden anschließend die Steuern erhöht. So wurden etwa 2012 die vorhandenen fünf Einkommenssteuerklassen um eine sechste Klasse erweitert. Der Grenzsteuersatz für Jahreseinkommen von mehr als 150.000 € wurde von 40 % auf 45 % angehoben; zusätzlich wurde ein Spitzensteuersatz von 75 % für Jahreseinkommen ab einer Million beschlossen. Letzterer war allerdings bloß 2013 und 2014 in Kraft.
Die Weltwirtschaftskrise wirkte sich auch auf den französischen Arbeitsmarkt aus. So stiegen die Erwerbseinkommen von 2007 bis 2012 um durchschnittlich rund 0,2 % pro Jahr an, während sie vor der Krise, von 2002 bis 2007, jährlich noch um 0,6 % gewachsen sind. Im Zeitraum von 2007 bis 2014 sank die Beschäftigungsrate der 16- bis 74-Jährigen um 1,2 %; jene der 16- bis 29-Jährigen fiel gar um 3,5 %. Auffallend ist, dass die Beschäftigungsrate unter der älteren Bevölkerung während und nach der Rezession weiter anstieg. Eine Pensionsreform dürfte zu dieser Entwicklung beigetragen haben: 2010 wurde das Pensionsantrittsalter von 60 auf 62 Jahre angehoben. Hinzu kommt, dass das Arbeitsrecht Lohnsenkungen erschwerte. Stattdessen reagierten Arbeitgeber auf die Rezession vermehrt mit Aufnahmestopps und mit der Nicht-Erneuerung befristeter Verträge. Folglich wurde Arbeitssuchenden der Zugang zum Arbeitsmarkt erschwert. Da Arbeitssuchende durchschnittlich jünger sind als Arbeitnehmer, vergrößerten diese Faktoren die Einkommensungleichheit zwischen den Altersklassen.